# Gramma loreto
Gramma loreto è un piccolo pesce d'acqua salata appartenente alla famiglia Grammatidae.

## Distribuzione e habitat
Questa specie è diffusa lungo le barriere coralline delle isole Bermude, Bahamas, nonché lungo le coste di centro e Sudamerica. Abita gli anfratti tra le rocce.

## Descrizione
Presenta un corpo allungato, con grossi occhi e grande bocca. Le pinne pettorali, dorsale, anale e caudale sono arrotondate, le ventrali appuntite. La livrea è bicolore: la prima metà del corpo è violetta, con testa leggermente più scura, la seconda metà è giallo vivo. Dalla bocca all'occhio una riga nera, così come nera è una macchia rotonda sulla pinna dorsale. Le pinne presentano la stessa colorazione del corpo (a differenza di Pseudochromis paccagnellae, una specie assai simile).

## Riproduzione
Il maschio effettua cure parentali ai piccoli nei primi giorni di vita.

## Alimentazione
Si nutre di parassiti degli altri pesci, e spesso è un vicino gradito tra i pesci più grandi.

## Acquariofilia
Per via della sgargiante livrea e della facilità di allevamento, il Gramma loreto è un interessante pesce d'acquario marino.